# Stefano Bernardi
Stefano Bernardi, detto il Moretto (Verona, 18 marzo 1580 – Verona, 15 febbraio 1637), è stato un compositore italiano.

## Biografia
Studiò musica con il compositore Ippolito Baccusi, maestro di cappella del Duomo di Verona.
A 23 anni, nel 1603, è già menzionato come musicista attivo presso l'Accademia Filarmonica di Verona. Avendo preso gli ordini minori, fu cappellano della cattedrale veronese.
Nel 1607 divenne maestro di cappella alla chiesa della Madonna dei Monti a Roma. Nel 1611 ritornò a Verona per prendere il posto del defunto Baccusi, dando notevole impulso all'attività musicale nel duomo scaligero. Fu nominato anche magister musicae dell'Accademia Filarmonica di Verona, offrendo un notevole contributo all'attività musicale del sodalizio veronese.
Dopo undici anni di servizio nella cattedrale di Verona, Bernardi si trasferì nel 1622 a Bressanone per assumere l'incarico di maestro di cappella nel locale duomo. Tuttavia dopo soli due anni lasciò il posto, a seguito della morte del vescovo-principe Carlo d'Asburgo. Nel 1624 fu chiamato a Salisburgo dall'arcivescovo conte Paride Lodron come maestro della musica da camera. Tuttavia ebbe modo di collaborare anche alle musiche del duomo salisburghese. Qui, in occasione della consacrazione del duomo, da poco riedificato, compose un Te Deum a 12 cori (la musica è perduta), che venne eseguito dislocando gli esecutori nei coretti marmorei disposti lungo la navata. A Salisburgo Bernardi raggiunse il culmine della sua carriera artistica, inoltre fu ordinato sacerdote e conseguì il titolo di dottore in diritto canonico e civile. Nel 1634 ottenne il posto di maestro di cappella del duomo, come si deduce dal frontespizio della sua raccolta Encomia sacra, motetti a due, tre, quattro, cinque e sei voci, stampati a Salisburgo da G. Kyrner in quell'anno, nel quale il musicista è menzionato come "canonicus S. Mariae ad Nives et Metropolitanae Ecclesiae Praefectus".

Bernardi ritornò a Verona dove morì il 15 febbraio 1637. 

Autore versatile e fecondo, la sua vasta produzione tocca quasi tutti i generi musicali del periodo dimostrando nei suoi lavori grande fantasia, creatività e solida scrittura contrappuntistica; contribuì inoltre a diffondere nell'area austriaca il nuovo stile concertato nell'ambito della musica sacara. Fu tra i primi compositori a riportare, nei brani strumentali, le indicazioni solo e tutti, dimostrando una pronta adesione al nascente stile concertante. Stimato dai colleghi, ebbe importanti allievi tra i quali Pietro Verdina e Antonio Bertali.

## Opere

### Musica sacra
- Motecta binis, ternis, quaternis et quinis vocibus concinenda (Roma 1610, G. B. Robletti)
- Primo libro di madrigali a tre voci… Opera terza (Roma 1611, B. Zannetti)
- Primo libro di madrigali a cinque voci, novamente composti e dati in luce (Venezia 1611, R. Amadino).
- Psalmi integri quatuor vocibus romanis modulati numeris… Opus quartum (Venezia 1613, G. Vincenti)
- Motetti in cantilena a quattro voci (Venezia 1623)
- Encomia sacra (mottetti a due, tre, quattro, cinque e sei voci (Salzburg 1634, G. Kyrner)

- Missae quinque domini Stephani B. et aliorum quatuor vocum, cum basso continuo ad organum (Anversa 1619, P. Phalèse)
- Concerti Sacri scielti e trasportati dal Secondo e terzo libro de madrigali a cinque voci con il basso per l'organo… dal R.P.F. Gio. Girolamo de' Servi nuovamente composti et dati in luce (Venezia 1621, A. Vincenti)

### Musica profana
- Concerti academici con varie sorte di sinfonie… Libro primo, Opera ottava (Venezia 1615, G. Vincenti)
- Scherzi poetici di diversi autori per le nozze Cossali-Verità (Verona 1619)
- La Badoeride, nove idilli, dedicata a Giorgio Badoer (Verona 1622)

### Opere teoriche
- Porta musicale per la quale il principiante con facile brevità all'acquisto delle perfette regole del contrappunto viene introdotto (Verona 1615, A. Tamo)